# Спеціальний доповідач ООН з питань токсичних речовин і прав людини
Мандат Спеціального доповідача ООН з питань токсичних речовин і прав людини був заснований у 1995 році Комісією ООН з прав людини.

## Фон
У 1995 році Комісія з прав людини встановила мандат для вивчення наслідків для прав людини впливу небезпечних речовин і токсичних відходів. Це включало наслідки таких тенденцій, як незаконний обіг і викид токсичних і небезпечних продуктів під час військових дій, війни та конфліктів, розбирання суден. Інші сфери, включені до мандату, включають медичні відходи, видобувні галузі (зокрема, нафтову, газову та гірничодобувну), умови праці у виробничому та сільськогосподарському секторах, споживчі товари, викиди небезпечних речовин у навколишнє середовище з усіх джерел та утилізацію відходів.
У 2011 році Рада ООН з прав людини підтвердила, що небезпечні речовини та відходи можуть становити серйозну загрозу для повної реалізації прав людини. Він розширив мандат, щоб охопити весь життєвий цикл небезпечних продуктів, від виробництва до остаточної утилізації. Це відоме як підхід «від колиски до могили» . Швидке прискорення хімічного виробництва свідчить про те, що це зростає загроза, особливо для прав людини найбільш вразливих верств суспільства.
ООН стверджує, що міжнародне право прав людини вимагає від держав вживати активних заходів для запобігання впливу токсичних речовин на окремих людей і громади. Уразливі члени суспільства часто вважаються найбільш постраждалими. До них належать люди, які живуть у бідності, працівники, діти, групи меншин, корінні народи, мігранти, серед інших уразливих або сприйнятливих груп, із сильним гендерним впливом.

## Незалежний експерт
Спеціальний доповідач призначається Радою ООН з прав людини. Рада з прав людини вимагає від призначеного експерта вивчати та звітувати державам-членам про ініціативи, спрямовані на просування та захист прав людини, пов'язаних з неналежним поводженням з небезпечними речовинами та відходами.

### Вибір тем, про які доповідає Спеціальний доповідач
- У березні 2022 року Human Rights Watch внесла подання до звіту Спеціального доповідача щодо ртуті, кустарного та дрібномасштабного видобутку золота . Ртуть використовується в гірничій справі для вилучення золота з руди. Ртуть, яка особливо шкідлива для дітей, вражає центральну нервову систему та може спричинити пошкодження мозку та смерть. Гірничі роботи часто виконуються дітьми, які мають мало або неправдиву інформацію про ризики ртуті.[2]

- 2021 р. — Звіт: Етапи пластикового циклу та їхній вплив на права людини

У доповіді висвітлюється вплив токсичних добавок у пластик на права людини та етапи життєвого циклу пластику, включаючи права жінок, дітей, працівників і корінних народів. До пластику зазвичай додають токсичні хімікати, що створює серйозну небезпеку для прав людини та навколишнього середовища. Спеціальний доповідач висуває рекомендації, спрямовані на усунення негативних наслідків пластику для прав людини.
- 2015 — Звіт: Право на інформацію про небезпечні речовини та відходи

У цій доповіді Спеціальний доповідач уточнює сферу дії права на інформацію протягом життєвого циклу небезпечних речовин і відходів, визначає проблеми, які виникли під час реалізації цього права, і окреслює потенційні шляхи вирішення цих проблем. Обговорюються зобов'язання держав і відповідальність бізнесу щодо реалізації права на інформацію про небезпечні речовини та відходи.

### Діючий незалежний експерт
- Доктор Маркос А. Орельяна, 2020-поточний[1]

### Минулі незалежні експерти
- Пан Баскут Тунчак (Туреччина/США), 2014—2020
- Пан Марк Паллемартс (Бельгія), 2012—2014 рр
- Пан Калін Джорджеску (Румунія), 2010—2012
- Пан Окечукву Ібеану (Нігерія), 2004—2010
- Пані Фатма Зохра Ухачі-Веселі (Алжир), 1995—2004[1]

## Про Україну
Окечукву Ібеану, спеціальний доповідач ООН з питань токсичних речовин і прав людини перебував з візитом в Україні з 21 по 30 січня 2007 року в рамках співпраці між Урядом України та Представництвом ООН в Україні. Він повідомив, що Україні налічується 50-100 млн тонн незаконних небезпечних речовин. Під час візиту він детально вивчив ввезення речовин «премікс» на Закарпаття та ввезення кислих гудронних речовин у Львівську область. Було також відвідано місця, де зберігаються токсичні та небезпечні матеріали, у тому числі деякі діючі та покинуті промислові об’єкти.